# Sphagnum longistolo
Sphagnum longistolo là một loài rêu trong họ Sphagnaceae. Loài này được Müll. Hal. mô tả khoa học đầu tiên năm 1897.